# Рјечина
Рјечина - Фјумара (итал. Fiumara и Енео), Речѝна (чакавски) је река у Хрватској која се улива у Јадранско море у Ријеци.

## Називи
Антички назив Рјечине је Тарсиа флумен (од келт. тар клисура, кањон и ca peкa), а Г. Коблер претпоставља да у називу за Ријеку St. Veit am Phlawon (у спису цара Фридрицха III. из 1472) ријеч  Phlawon је назив за Рјечину (phlawon, келт. мала ријека). Неки аутори из XVIII. в. спомињу да је Рјечина Фиуме Енео (позивајући се на Вергилијевог митског оснивача Рима), што су искористили итал. националисти намећући Фиуманима да Фумару (Рјечину) службено зову фиуме Енео.

## Oпиc
Дуга је око 19 km, а корито јој је просечне ширине 9-16 m; cлив обухвата 243,1 km². Извире из пећине на надморској висини од 325 m испод стрме литице брда Кичеј (606 m). До 1870. године извирала је испод суседног врха Подјаворје, али тада се тај извор затрпао због потреса у близини Клане. Највеће притоке су јој Сушица, Лужац, Зала, Захумчица, Голубинка, Ричиница и Боровшћица но оне су углавном бујице и већи део године су суве. Године 1968. код села Валићи изграђена је брана за хидроелектрану и настало је истоимено акумулационо језеро (ХЕ Ријека с 36,8 МW укупне снаге и производњом од 141 GWh, 2010). Рјечина великим делом тече кроз стрми кањон. Ниво воде је типично медитеранска па главни извор Рјечине лети зна пресушивати. Од фауне најпознатији су поточна пастрмка и речни рак.

## Занимљивости
- Стари ток Рјечине (Фиумаре) Ишао је данашњим Мртвим каналом, а средином XIX. в. Ријечан ископавају источније ново корито, тако да је умјетно направљено делта ушће.
- Рјечина је била вековна граница између германских (франачких) и хрватских феудалаца (Франкопани) те исмеђу Хабсбуршке монархије и Хрватске, а од 1779. између Ријеке као Цорпуса сепаратума и Хрватске. Прокопом новог тока Рјечине, он постаје граница Ријеке као Цорпуса сепаратума (и као Слободне државе Ријека) према Хрватској све до Римског уговора којим се 1924. нова граница између Краљевине Италије и Краљевине СХС помиће западно све до десне стране Мртвог канала (како би Краљевина СХС могла користити Порто Барош). Та граница траје све до 1941. када Павелић уступа фашистичкој Италији велик део Хрватског приморја и Горског котара. Италијани су 1934. подигли висок зид на својој страни Мртвог канала.
- Boдeницa кoд Mapтинoвoг CeлaРијека се опскрбљиала водом из Звира, извора испод Катарине, све до 60-их година XX. в. када се гради нови додатни водовод из извора Рјечине. За разлику од главног извора Рјечине Звир никад не пресушује па се претпоставља да се ради о понорници са планине Снежник на Красу.

## Знаменитости
Млинови у Жакљу - на окуци Рјечине која скреће према југу испод Ореховице Жакљу и данас стоје развалине старих млинова који су грађени у XIX. в,, а свој пуни процват доживјели су изградњом Лујзијане.
Мали млин у Жакљу уз Речìну водио је Гашпар Матковић. Након неколико година купује га Тршћанин Оттавио Фонтана који је изградио 1849. велики млин. То је била велебна троcпpатница близу које су се налазила складишта, стаје и станови намештеника. На мaшинaма је радило више од стотину људи. Жито је долазило из Русије, Румуније и Баната, а брашно се извозило у Енглеску, Француску, Египат, Бразил, Hемачку и Балкан. Млин је нарочито успешно пословао од 1884. до 1888. године. 1894. млин пада под стечај и престаје радити. Некретнине је купио Роберт Wхитехеад, власник творнице торпеда у Ријеци, који га је након неког времена даровао граду Ријеци. Пре Првог светског рата градски челници продају некретнине мађарском пивару који намерава овдје изградити највећу пивовару (Birreria) у АУ, али је Први светски рат, тј. повлачење границе (млинови су дошли под Краљевину СХС) спречио даљни развој и планове. Данас се испод бршљана назиру зидине некоћ славног млина.
Мало сјеверније на Речини испод Горње Ореховице виде се развалине мањег млина изграђеног 1840. године. У њему је радило педесет људи. Млин је изгорио 1867. године..
Од знаменитости познат је и обновљени Гашпаров млин у Мартиновом Селу. У акту из 26. III. 1619, којим надбискуп Фердинандо допушта неком Гаспару Chnesichу продужење дозволе за запљену, спомиње се и млин на Рјечини "eine Mull am Flusse Pflaum", али тешко да се ради о овом млину у Мартиновом селу.
I прича о Хартери (фaбpикa xapтијe) везана је уз искориштавање вода Рјечине.